# هولي كول
هولي كول هي عازفة الجاز ومغنية كندية، ولدت في 25 نوفمبر 1963 في هاليفاكس في كندا.

## وصلات خارجية
- الموقع الرسمي
- هولي كول على موقع IMDb (الإنجليزية)
- هولي كول على موقع ميوزك برينز (الإنجليزية)
- هولي كول على موقع أول ميوزيك (الإنجليزية)
- هولي كول على موقع ديسكوغز (الإنجليزية)
- هولي كول على موقع قاعدة بيانات الفيلم (الإنجليزية)